# 西华池镇
西华池镇，是中华人民共和国甘肃省庆阳市合水县下辖的一个乡镇级行政单位。

## 行政区划
西华池镇下辖以下地区：
永宁路社区、乐蟠路社区、文化路社区、孙寨沟村、杨沟崂村、唐旗村、三里店村、华市村、黎家庄子村、师家庄村和严沟圈村。